# Santa Juliana (kommun)
Santa Juliana är en kommun i Brasilien.   Den ligger i delstaten Minas Gerais, i den sydöstra delen av landet, 400 km söder om huvudstaden Brasília. Antalet invånare är 11 343.
Följande samhällen finns i Santa Juliana:
- Santa Juliana

Omgivningarna runt Santa Juliana är en mosaik av jordbruksmark och naturlig växtlighet. Runt Santa Juliana är det mycket glesbefolkat, med 4 invånare per kvadratkilometer.